# Pakosławice (gemeente)
De gemeente Pakosławice is een landgemeente in het Poolse woiwodschap Opole, in powiat Nyski.
De zetel van de gemeente is in Pakosławice.
Op 30 juni 2004 telde de gemeente 3929 inwoners.

## Oppervlakte gegevens
In 2002 bedroeg de totale oppervlakte van gemeente Pakosławice 74,03 km², waarvan:
- agrarisch gebied: 78%
- bossen: 12%

De gemeente beslaat 6,05% van de totale oppervlakte van de powiat.

## Demografie
Stand op 30 juni 2004:
| Omschrijving                   | Totaal | Totaal | Vrouwen | Vrouwen | Mannen | Mannen |
| ------------------------------ | ------ | ------ | ------- | ------- | ------ | ------ |
| eenheid                        | aantal | %      | aantal  | %       | aantal | %      |
| inwoners                       | 3929   | 100    | 2028    | 51,6    | 1901   | 48,4   |
| bevolkingsdichtheid (inw./km²) | 53,1   | 53,1   | 27,4    | 27,4    | 25,7   | 25,7   |

In 2002 bedroeg het gemiddelde inkomen per inwoner 1383,61 zł.

## Administratieve plaatsen (sołectwo)
Biechów, Bykowice, Goszowice, Korzękwice, Nowaki, Pakosławice, Reńska Wieś, Rzymiany, Słupice, Smolice, Strobice.

## Overige plaatsen
Frączków, Godkowice, Naczków, Prusinowice, Radowice, Spiny, Śmiłowice.

## Aangrenzende gemeenten
Grodków, Kamiennik, Łambinowice, Nysa, Otmuchów, Skoroszyce